# Félix Lévitan
Félix Levitan (Parigi, 12 ottobre 1911 – Cannes, 18 febbraio 2007) è stato un giornalista francese, terzo organizzatore del Tour de France, un ruolo che ha condiviso per gran parte del tempo con Jacques Goddet.
A Lévitan viene attribuita la cura del lato finanziario del Tour mentre Goddet si concentra sull'aspetto sportivo, ma alla fine Lévitan viene licenziato mentre Goddet si ritira semplicemente.